# Acacia varia
Acacia varia är en ärtväxtart som beskrevs av Bruce R. Maslin. Acacia varia ingår i släktet akacior, och familjen ärtväxter.

## Underarter
Arten delas in i följande underarter:
- A. v. crassinervis
- A. v. parviflora
- A. v. varia